# Společenská úsluha
Společenská úsluha není právním jednáním, nezakládá žádný právní vztah. Je to běžná sousedská či přátelská výpomoc. Vzhledem k tomu, že vůle obou stran nesměřuje ke vzniku smlouvy, neexistují mezi nimi žádná vzájemná práva nebo povinnosti, jejichž porušení by právo sankcionovalo. Např. z pozvání na večeři samozřejmě nevzniká nejen žalovatelný nárok, ale ani naturální obligace, protože v obou těchto případech by šlo o závazkový vztah, kdežto společenská úsluha naproti tomu není právně relevantní. Je to mimoprávní vztah, založený na zvycích a konvencích, vynutitelný jen v oblasti morálky. Někdy může jít o hraniční případy mezi právem a morálkou, posouzení tak závisí na konkrétních okolnostech daného případu.
V českém právu šlo původně jen o pojem právní teorie, společenské úsluhy ale začal ve své judikatuře uznávat i Ústavní soud (pozvání na kulturní akci, konzumace nápojů, jednorázové poskytnutí přístřeší, odnos nákupu denní potřeby fyzicky nemohoucí osobě, sousedem provedená zahradnická úprava ovocného stromu, výměna píchlé pneumatiky za rezervní atp.) a výslovně se objevila v ustanovení § 2055 občanského zákoníku, podle kterého plnění z pouhé společenské úsluhy není darováním, je-li z chování stran zřejmé, že se nechtějí smluvně vázat.